# Philip Klingspor
Philip Otto Leonard Klingspor (i riksdagen kallad Klingspor i Ekenäs), född 23 september 1845 i Norrköping, Östergötlands län, död 12 januari 1924 i Örtomta församling, Östergötlands län, var en svensk greve, hovmarskalk och riksdagsman. Han var son till löjtnanten greve Otto Klingspor och Mathilda Montgomery samt bror till Carl Klingspor. 

## Biografi
Philip Klingspor föddes 1845 i Norrköping. Han var son till löjtnanten greve Otto Klingspor och hans hustru Mathilda Montgomery. År 1858 blev han och fadern greve, då hans farbror hade avlidit. Klingspor blev 19 maj 1862 kadett vid Militärhögskolan Karlberg och utexaminerades 20 februari 1867. Han blev 8 mars 1867 underlöjtnant vid Livregementets husarkår och transporterades 21 feburiar 1868 som underlöjtnant till Första livgrenadjärregementet. Klingspor blev 1 maj 1874 löjtnant och blev 10 juli 1874 ordonnansofficer vid Andra militärdistriktets stab, avsked 5 maj 1882 med tillstånd att kvarstå som löjtnant vid regementets reserv. Han blev 18 augusti 1886 kapten i reserven med avsked 22 december samma år.
Han erhöll flera förtroendeuppdrag och var i många år ledamot av Östergötlands läns landsting, som 1886 invalde honom i första kammaren. Klingspor var ledamot av riksdagens första kammare 1887–1919 invald i Östergötlands läns valkrets. Här tillhörde Klingspor den protektionistiska sidans moderata del och var ledamot av ett flertal utskott och kommittéer. Han var ledamot i statsutskottet 1897–1903 och 1905–1917. Han invaldes som ledamot av Lantbruksakademien 1902.
Makarna Klingspor är begravda på Örtomta kyrkogård.

### Egendom
Klingspor ägde egendomarna Grönlunds fideikommiss i Åsbo socken, Dala i Ekeby socken, Kårarps kvarnverk i Åsbo socken, Mariedal i Skärkinds socken, Ekenäs slott i Örtomta socken, Hjelmsäter i Örtomta socken och Årstorp i Örtomta socken.

### Familj
Klingspor gifte sig 22 augusti 1871 på Strålsnäs i Åsbo socken med Ida Maria Sjögreen (1849–1921), dotter till bergmästaren Christian Magnus August Sjögreen och Helena Elisabet Dorotea Waller. De fick tillsammans barnen Marianne Klingspor (1872–1957) som var gift med landshövdingen Axel Ekman i Skaraborgs län, Amelie Klingspor (1873–1949) som var gift med agronomen John Frans Sigurd von Schéele, studenten Fritz Otto Christina Klingspor (1874–1895) vid Alnarps lantbruksinstitut, Carl-Philip Klingspor (1877–1959), Matilda Klingspor (född 1882), Johan Maurtiz Gustaf Klingspor (1883–1887) och Robert Otto Ludvig Klingspor (1886–1894).

## Utmärkelser
- Kommendör med stora korset av Nordstjärneorden, 12 mars 1921.[6][7][8]
- Kommendör av första klassen av Nordstjärneorden, 6 juni 1916.[9]
- Riddare av Nordstjärneorden, 1890.[10]
- Kommendör av första klassen av Vasaorden, 1 december 1902.[11]